# 內爾基夫
48°48′43″N 25°35′59″E / 48.81194°N 25.59972°E
內爾基夫（羅馬化：Nyrkiv）是烏克蘭西部捷爾諾波爾州喬爾特基夫區的村莊，處於朱林河畔，始建於1714年，面積33.8平方公里，2001年人口1,013。